# Eclissi solare del 1º ottobre 1940
L'eclissi solare del 1º ottobre 1940, di tipo totale, è un evento astronomico che ha avuto luogo il suddetto giorno attorno alle ore 12:43 UTC. La durata della fase massima dell'eclissi è stata di 5 minuti e 35 secondi e l'ombra lunare sulla superficie terrestre raggiunse una larghezza di 218 km. La totalità era visibile da Colombia, Brasile, Venezuela e Sud Africa mentre Il punto di massima totalità era in mare lontano da qualsiasi terra emersa.
L'eclissi del 1º ottobre 1940 è stata la seconda eclissi solare nel 1940 e la 94ª nel XX secolo. La precedente eclissi solare avvenne il 7 aprile 1940, la seguente il 27 marzo 1941.

## Prospetto e visibilità
L'eclissi si è manifestata all'alba locale sulla costa settentrionale della provincia di Nariño in Colombia. Quindi l'ombra della luna si è spostata verso est attraverso i territori a nord del Sud America e gradualmente si è spostata a sud-est. Dopo essere entrata nell'Oceano Atlantico, ha raggiunto la sua massima ampiezza a circa 1.100 chilometri a sud-ovest dell'isola di Ascensione. Successivamente l'ombra ha continuato ad attraversare diagonalmente l'Oceano Atlantico meridionale, girando gradualmente verso est, passando per il Sud Africa e terminando al tramonto nell'Oceano Indiano sud occidentale a circa 1.000 chilometri a sud-est del Madagascar.

## Osservazioni a fini scientifici
La British Royal Society e la Royal Astronomical Society erano membri di un Comitato Permanente Misto coordinatore consistente nel portare in Brasile squadre osservative dotate di strumenti tra cui un rilevatore di interferenza di eclissi e uno spettrometro per le osservazioni. Le squadre di osservazione dell'Osservatorio Reale di Greenwich e dell'Osservatorio del Capo di Buona Speranza (successivamente unitesi nell'Osservatorio sudafricano) si recarono a Calvinia, in Sudafrica, per studiare l'effetto di lente gravitazionale proposto dalla relatività generale. Gli scienziati si sono anche prodigati per studiare lo spettro della cromosfera solare. Un team di osservazione congiunto composto dall'Osservatorio Eliofisico dell'Università di Cambridge e dall'Osservatorio Radcliffe a Pretoria, in Sud Africa (successivamente confluito nell'Osservatorio sudafricano) si è recato in un'altra località del Sud Africa per studiare gli spettri ultravioletti estremi della cromosfera e della corona e per approfondire ricerche sulla polarizzazione della corona e del cielo intorno al sole.

## Eclissi correlate

### Eclissi solari 1939 - 1942
Questa eclissi è un membro di una serie semestrale. Un'eclissi in una serie semestrale di eclissi solari si ripete approssimativamente ogni 177 giorni e 4 ore (un semestre) in nodi alternati dell'orbita della Luna.

### Ciclo di Saros 133
L'evento fa parte del ciclo di Saros 133, che si ripete ogni 18 anni, 11 giorni e comprendente 72 eventi di eclissi. La serie è iniziata con un'eclissi solare parziale il 13 luglio 1219. Contiene eclissi anulari dal 20 novembre 1435 al 13 gennaio 1526, con un'eclissi ibrida il 24 gennaio 1544. Comprende eclissi totali dal 3 febbraio 1562 fino al 21 giugno 2373. La serie termina al membro 72 con un'eclissi parziale il 5 settembre 2499. La durata più lunga della totalità è stata di 6 minuti e 49 secondi il 7 agosto 1850. Tutte le eclissi di questa serie si verificano nel nodo ascendente della Luna.